# إغلاق المجال الجوي الفلبيني 2023
إغلاق المجال الجوي الفلبيني 2023 في الساعة 9:49 صباحًا في 1 يناير 2023 بتوقيت الفلبين (1:50 صباحًا بالتوقيت العالمي المنسق) اكتشفت هيئة الطيران المدني الفلبينية ‏ وجود مشكلات في مركز إدارة الحركة الجوية في مطار نينوي أكوينو الدولي في باساي. أدت المشكلات الكهربائية إلى توقف أجهزة الراديو والرادارات في المركز. بعد فترة وجيزة عُلقت أو حُولت جميع الرحلات الجوية تقريبًا باتجاه المطارات الرئيسية في المجال الجوي الفلبيني. بحلول الظهر لم تكن هناك طائرات تجارية في الجو داخل المجال الجوي الفلبيني. تأثرت حوالي 282 رحلة طيران من وإلى مختلف المطارات الفلبينية وأكثر من 56.000 مسافر، كان العديد منهم يسافرون إلى أو من البلاد بعد يوم رأس السنة الجديدة.
أُرجعت المشاكل الكهربائية إلى محطة الطاقة الفرعية بمطار نينوي أكينو الدولي المبنى رقم 3. تمت استعادة الخدمة جزئيًا في الساعة 4:00 مساءً في وقت لاحق من ذلك اليوم، وتم حلها بالكامل في الساعة 7:45 مساءً.